# Rimae Riccioli
Rimae Riccioli – grupa rowów  na powierzchni Księżyca o średnicy około 400 km. Znajduje się po zachodniej stronie Oceanus Procellarum na współrzędnych selenograficznych ☾ 2,0°N 74,0°W/2,000000 -74,000000. Nazwa tego systemu kanałów została nadana w 1985 roku przez Międzynarodową Unię Astronomiczną i pochodzi od krateru Riccioli, wewnątrz którego jest położona i którego brzegi przecina.